# Pobretići
Pobretići (cyr. Побретићи) – wieś w Czarnogórze, w gminie Bijelo Polje. W 2011 roku liczyła 175 mieszkańców.